# Каза Буонарроті
Каза Буонарроті (італ. Casa Buonarroti) — тосканська назва музею, присвяченого відомому італійському скульпторові Мікеланджело Буонарроті.

## Будинок родини Буонарроті у Флоренції
Зауважимо, що сам Мікеланджело не тут народився і не тут мешкав роками, хоча час від часу повертався. Він народився в містечку Капрезе, в провінції Ареццо, а сюди був перевезений дитиною. Він — другий син з шести Лодовіко ді Леонардо Сімоні Буонаррота. Прибутки батька були невеликі, тому дітей швидко залучали до роботи — більшість синів була задіяна у виробництві сукна та шовку, якими уславилась Флоренція. Годувальницею малого Мікеланьоло(так він писав власне ім'я практично все життя) була не мати, а дружина каменяра. Дорослим він жартував, що залучення до обробки каменю всмоктав з молоком годувальниці. Мікеланьоло пристоїли спочатку до майстерні художників Доменіко та Давіда Гірляндайо, а через рік (навесні 1489 р.) він перейшов у художню школу в сади Боболі. Саме там почав займатися скульптурою.
Родина перебралася у Флоренцію. З часом вони придбали три сусідні ділянки, де тільки у 1546–1553 рр. збудували родинний маєток. Сам Мікеланджело мешкав тоді в Римі. Це сюди потайки було перевезене з Риму тіло померлого папського скульптора та архітектора, бо родина бажала поховати того на батьківщині. Поховання відбулося в церкві Св. Хреста (флорентійська  Санта-Кроче (базиліка)).
Сучасний вигляд домівка родини Бунарроті отримала лише у 1612 році. Останнім володарем міського будинку родини в 19 столітті був Козімо, що по заповіту передав «палац» муніципалітету Флоренції. З 1859 року, через рік по смерти Козімо, тут облаштували музей.

## Відділи музейного закладу

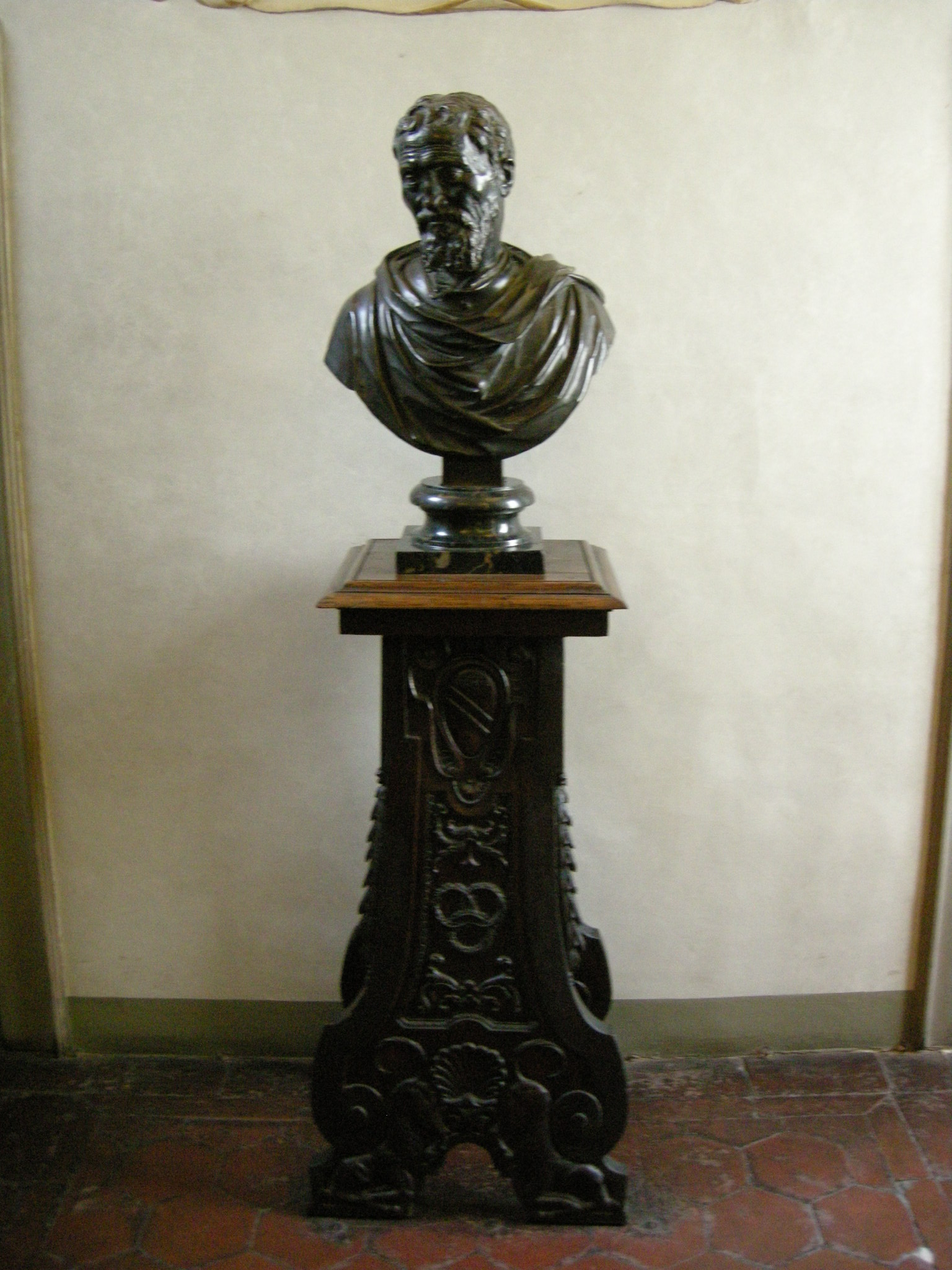
Даніеле да Вольтерра, погруддя Мікеланджело Буонарроті

Це не зовсім меморіальний музей скульптора, незважаючи на скульптури і матеріали, йому присвячені, це швидше музей імені Мікеланджело Буонарроті. Твори майстра, що мали шалену популярність ще за життя митця, давно розійшлися світом (їх зберігають Брюгге, Нью-Йорк,Лондон, Санкт-Петербург,Париж,Рим, Мюнхен, Клівленд). Попитом користувались навіть малюнки і начерки майстра, які роками копіювали і викрадали інші, менш обдаровані митці, аби запозичити та використати хоча б його ідеї. Знаючи про це, сам Мікеланджело або ховав власні малюнки, або знищував їх. Винятків було небагато. Так, він допомагав Даніеле да Вольтерра в створенні композцій для його творів. Вдячний Вольтерре зробив портрет (погруддя) Мікеланджело Буонарроті, що зберігає музей Каза Буонарроті і що в копіях теж розійшовся світом.
Експозиції в Каза Буонарроті не відрізняються багатством. Хоча вдалося зібрати декілька оригіналів митця, серед яких:
- скульптурні моделі
- малюнки майстра (більше 200)
- ранні барельєфи «Мадонна біля сходів» та «Баталія кентаврів»

Експозиції доповнені галереєю та невеличкими збірками археологічних знахідок, що мають відношення до історії Тоскани, а не до самого Мікеланджело.

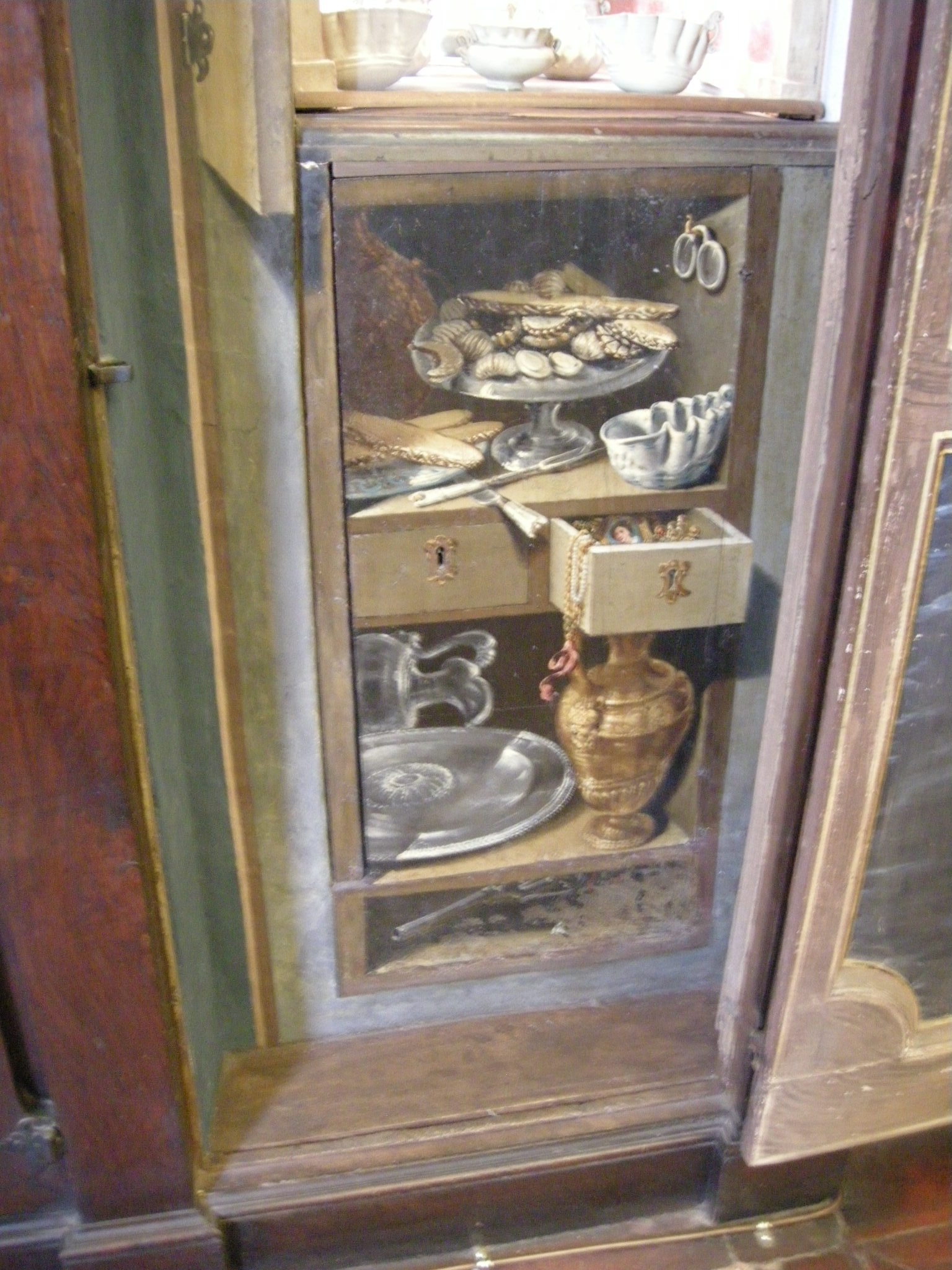
Картина обманка, натюрморт.
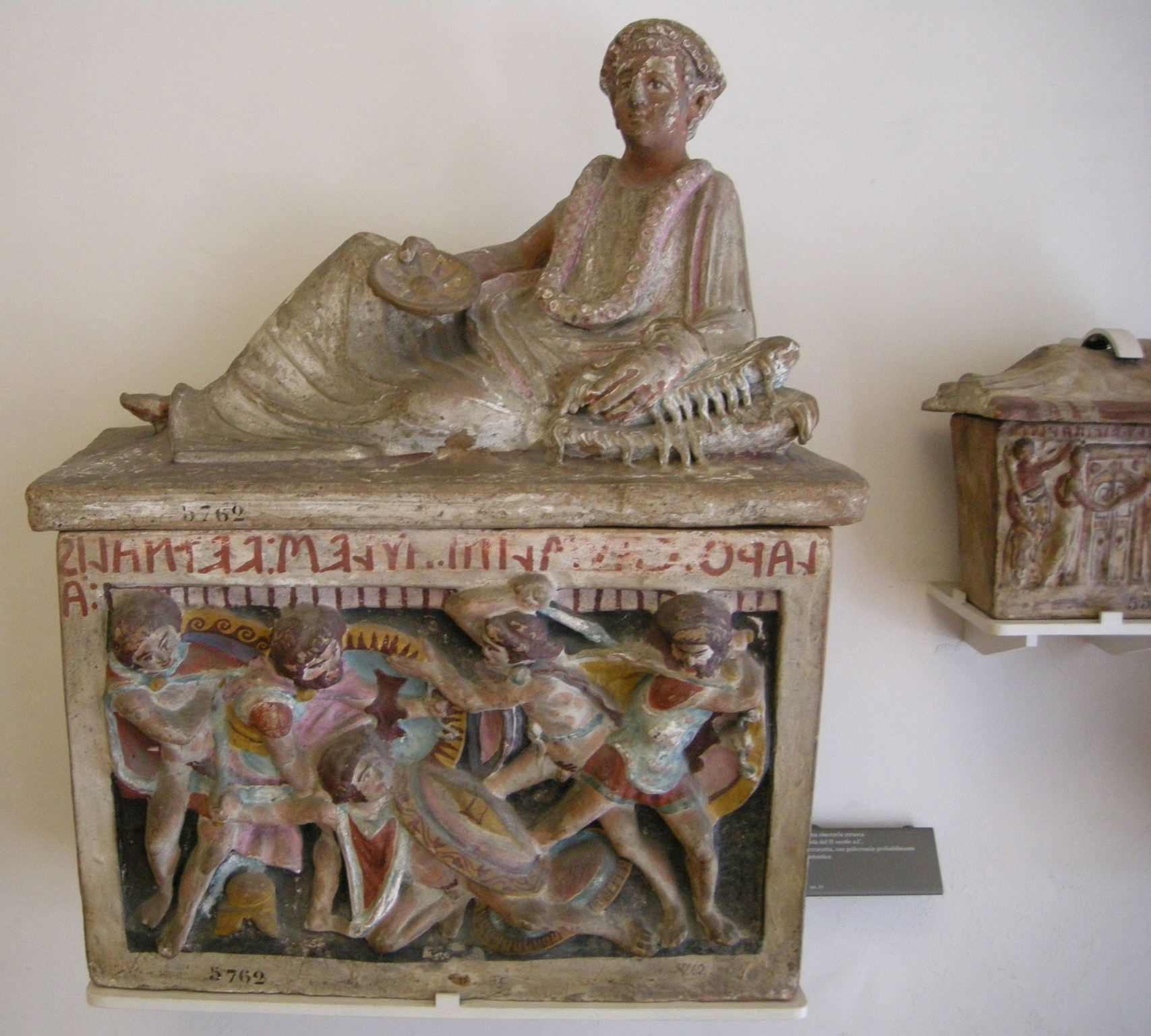
Поховальна скринька етрусків з чоловічою фігурою
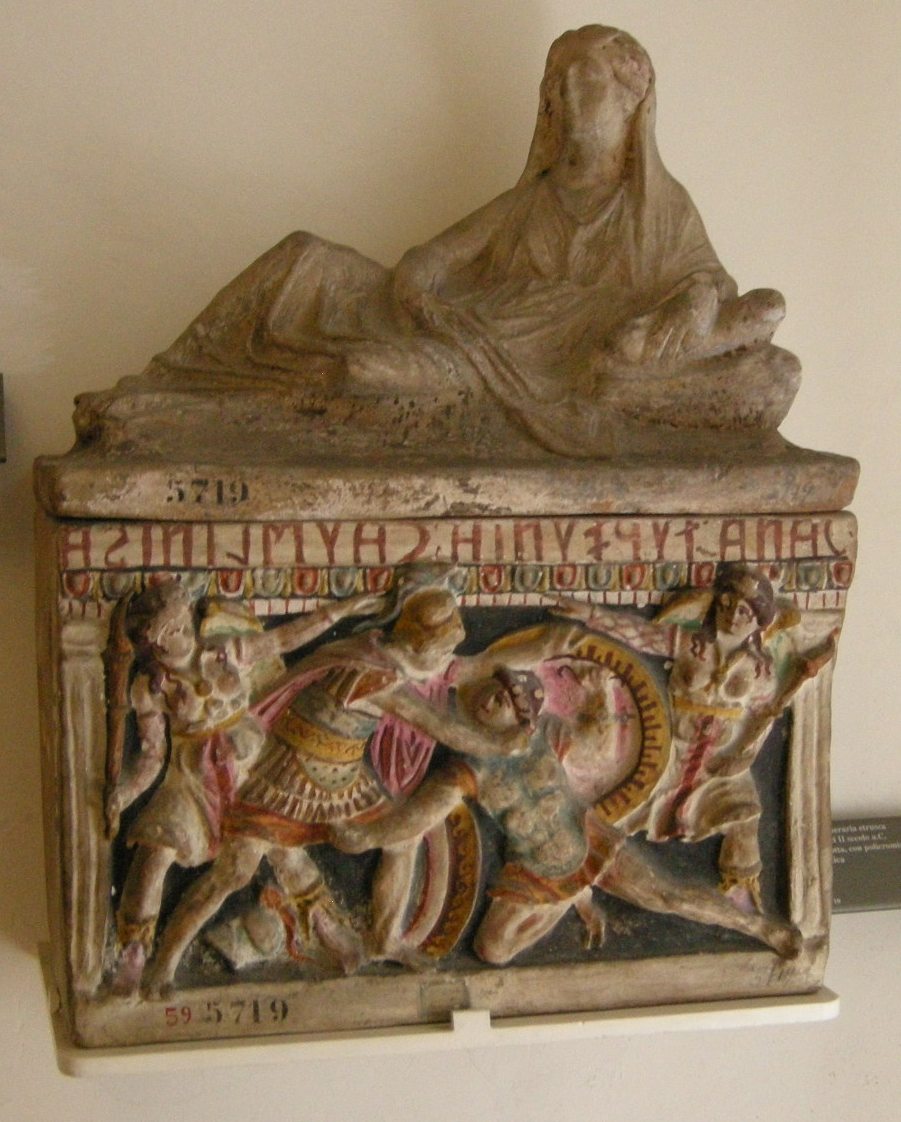
Поховальна скринька етрусків з жіночою фігурою
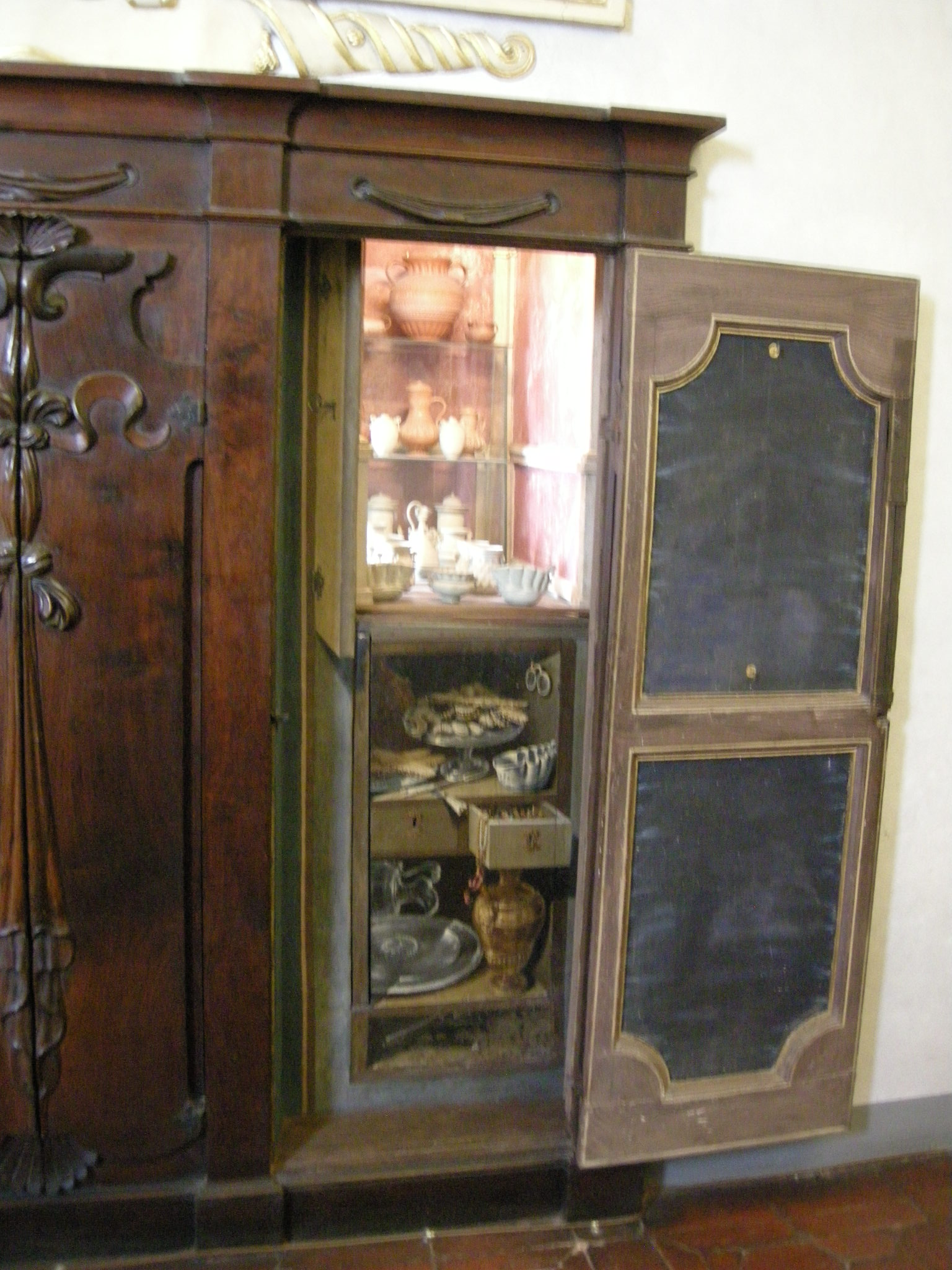
Шафа в музеї

## Теракоти та ескізи

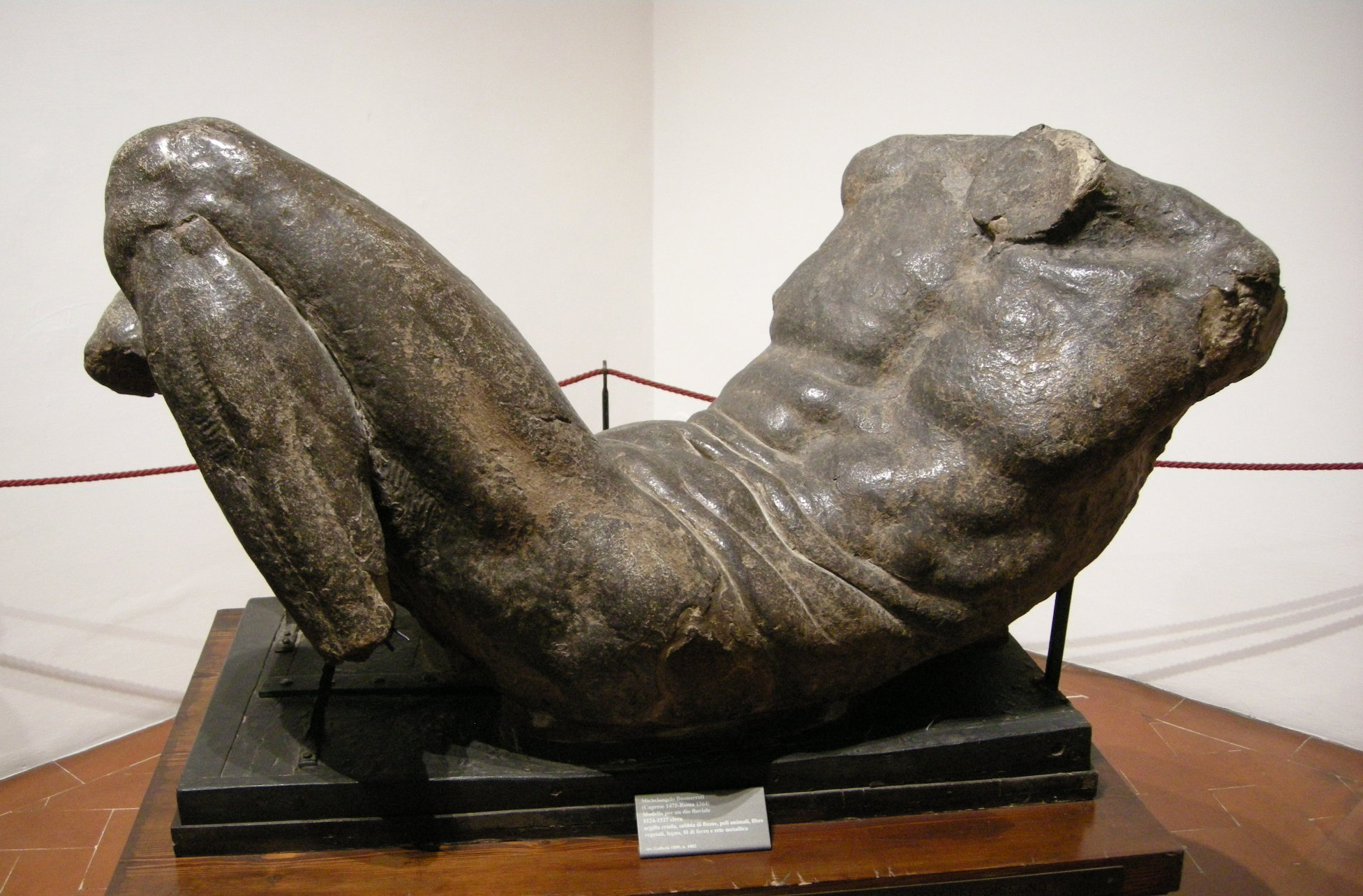
Штудія торсу

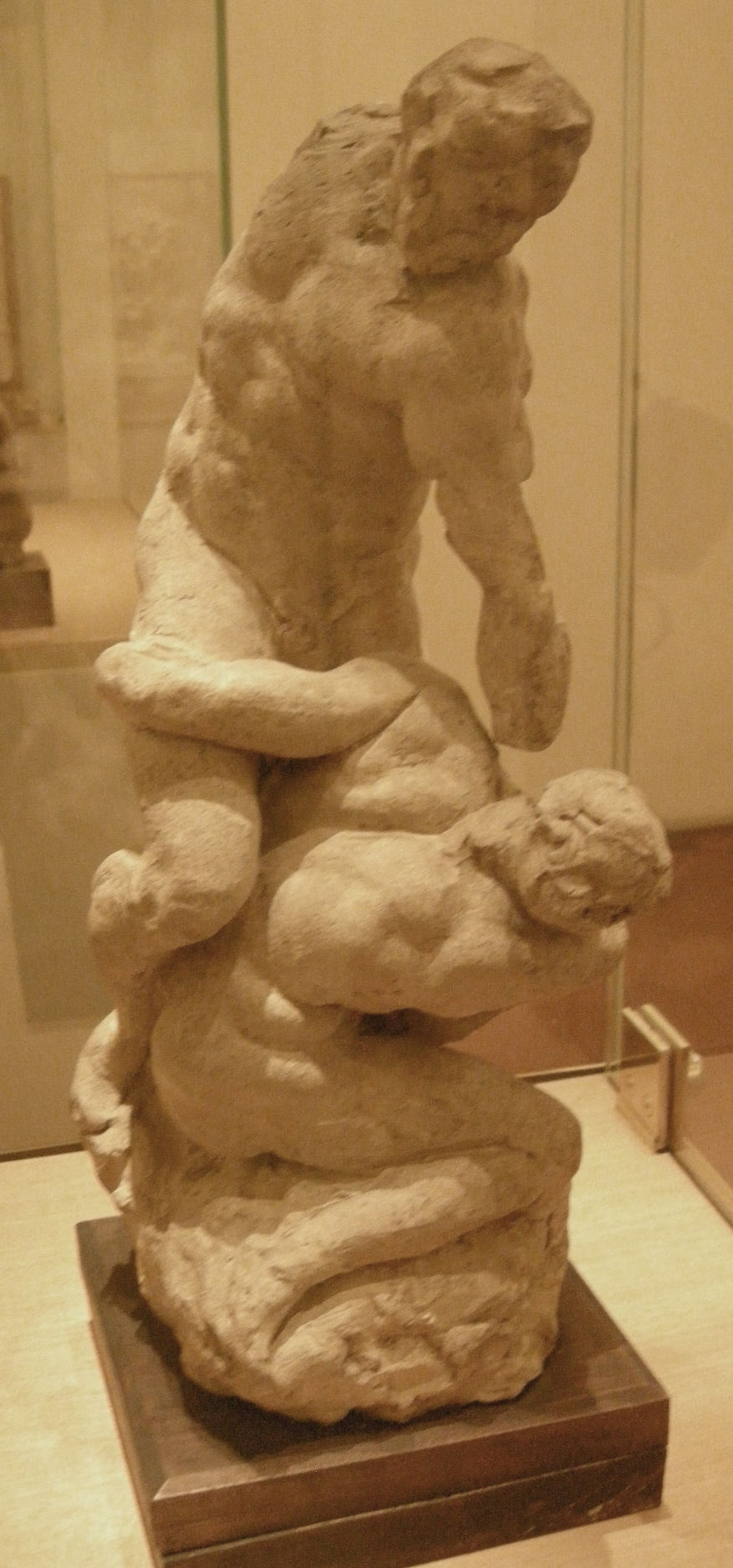
Штудія скульптурної групи
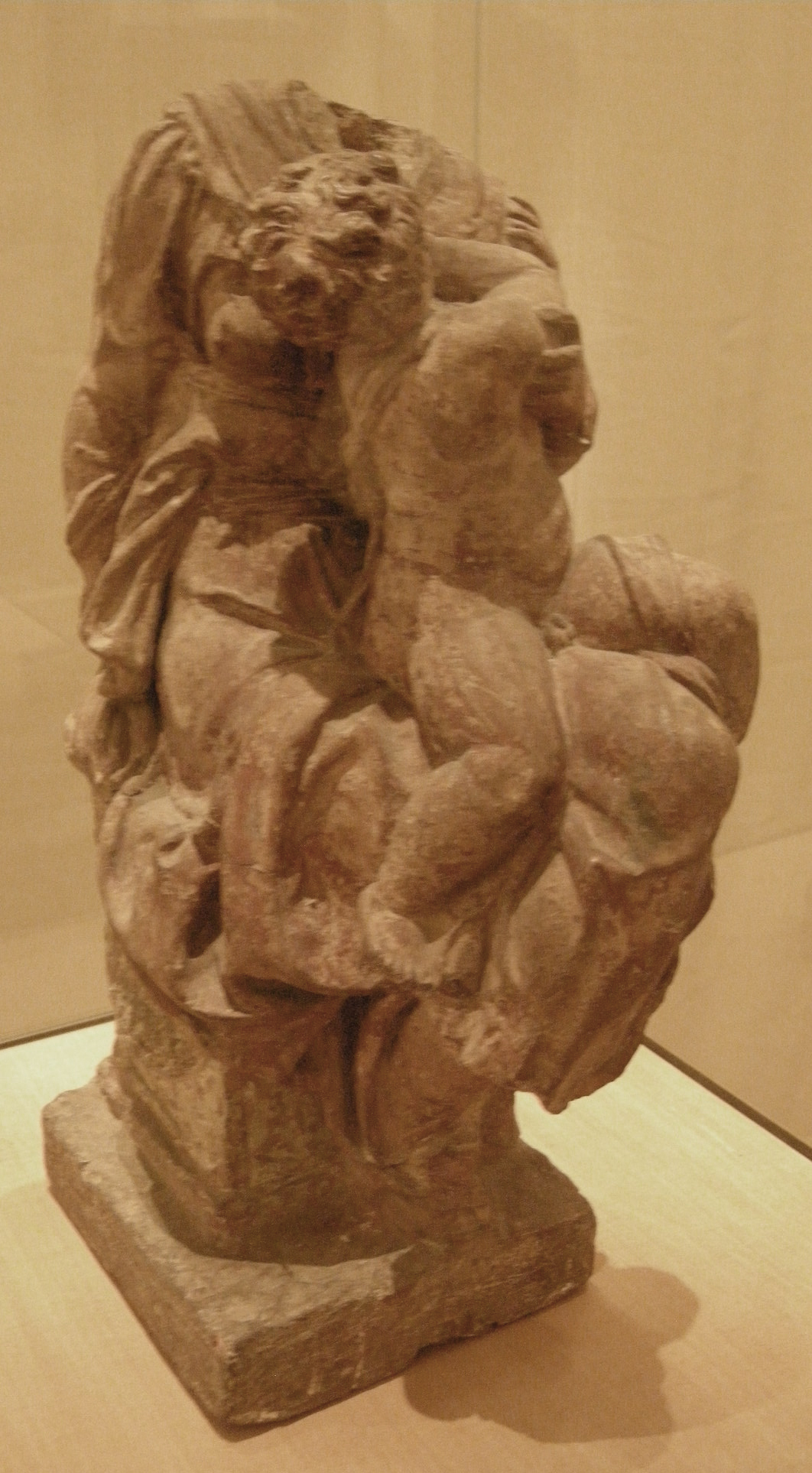
Вінченцо Данті, за малюнком Мікеланджело, теракота
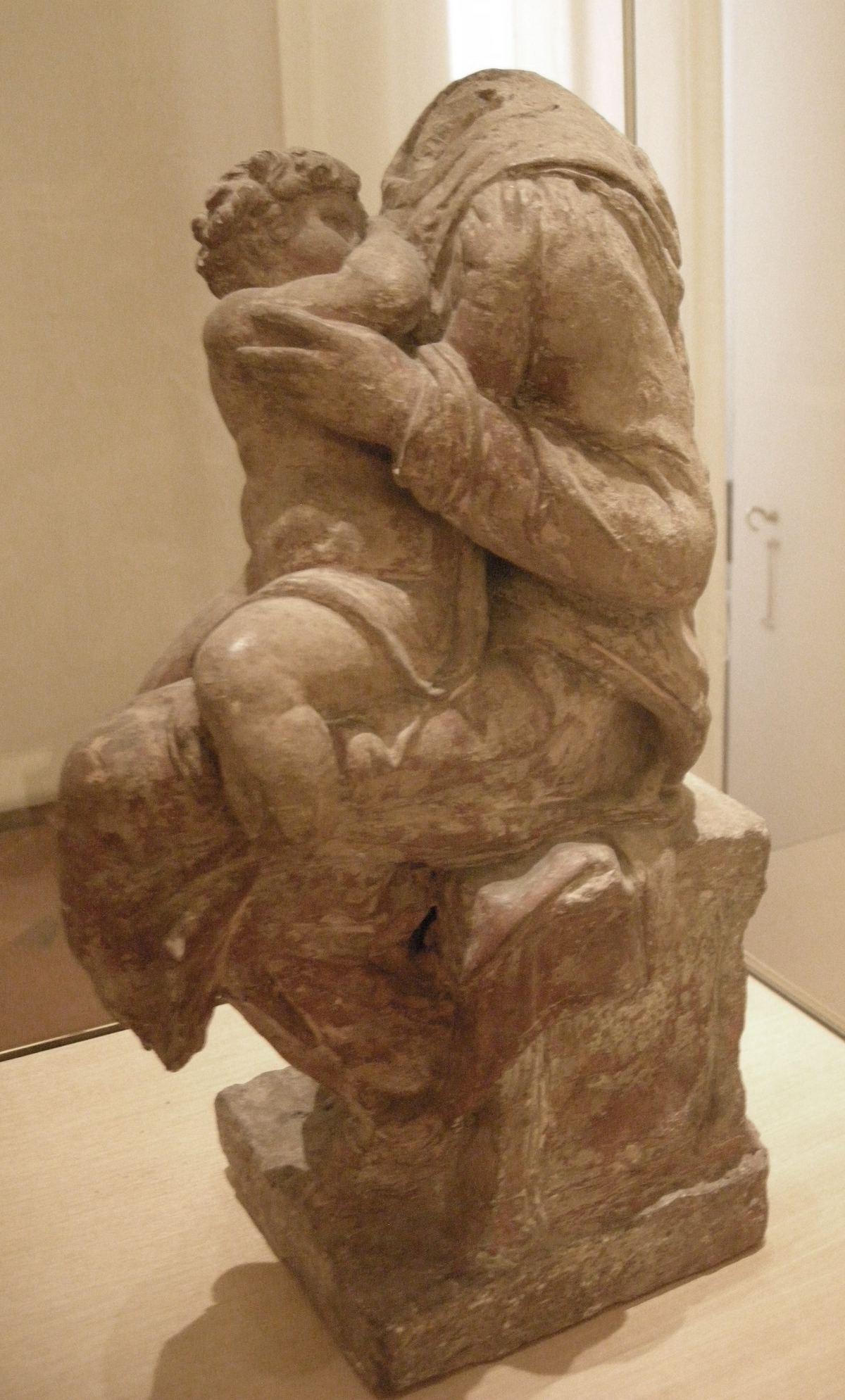
Вінченцо Данті, за малюнком Мікеланджело
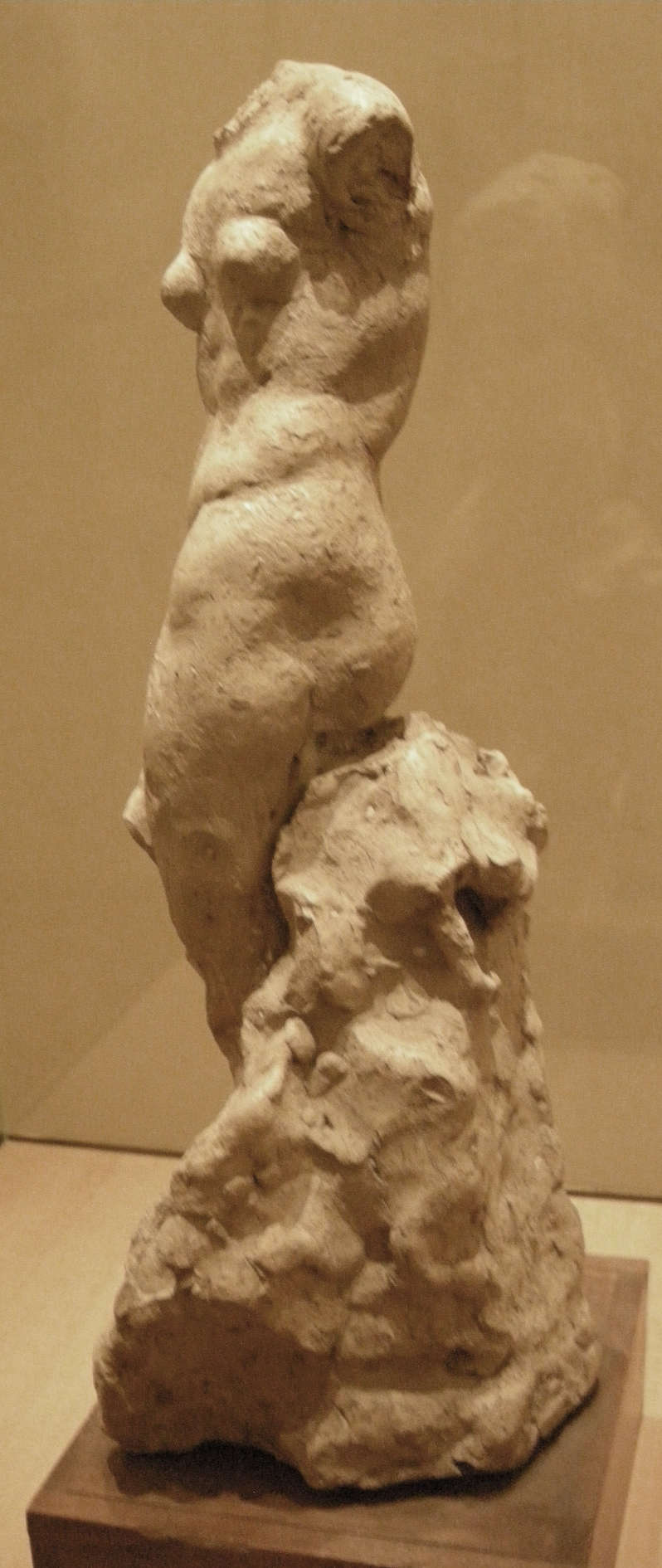
Штудія жіночого торсу

## Малюнки майстра

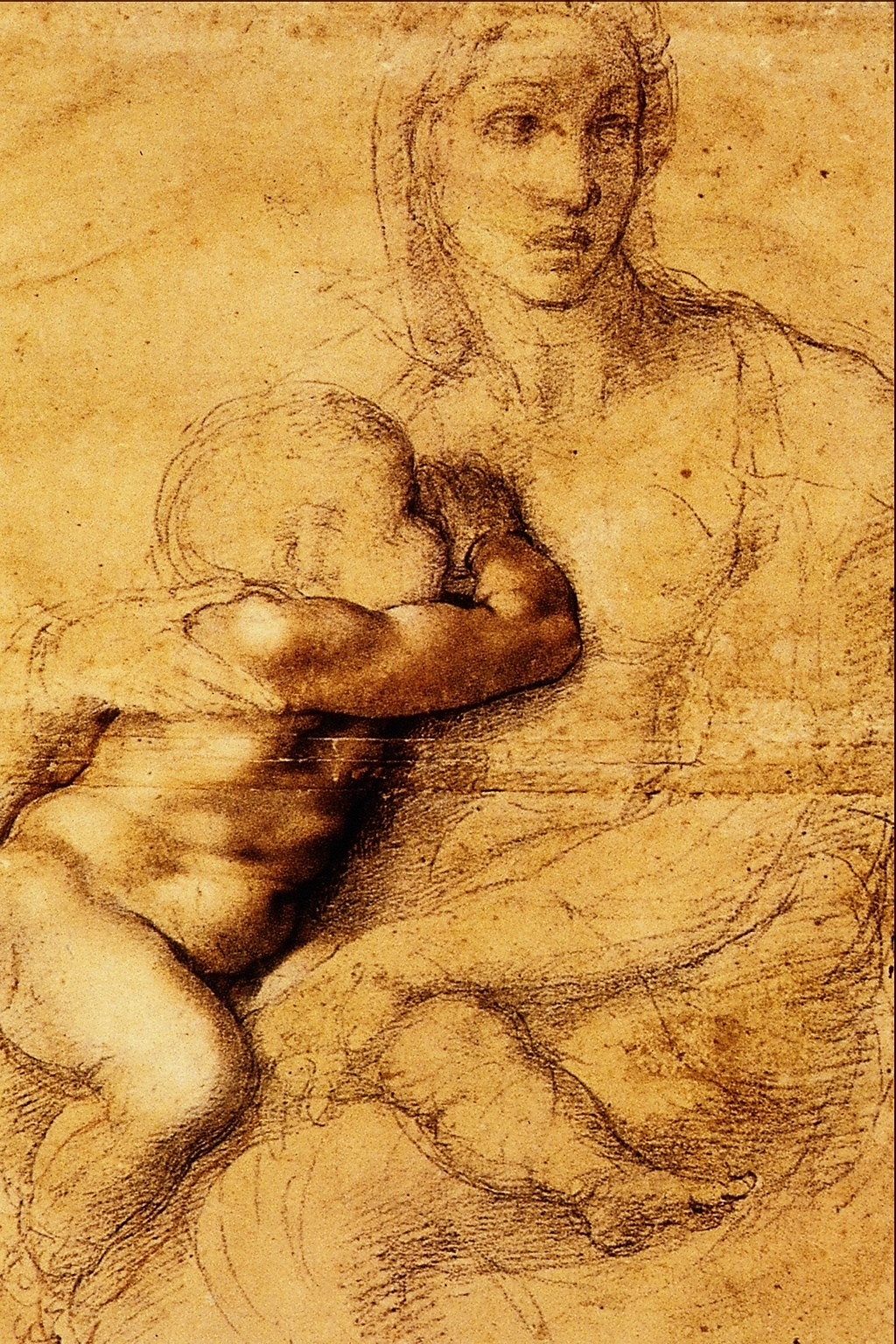
Мадонна з немовлям
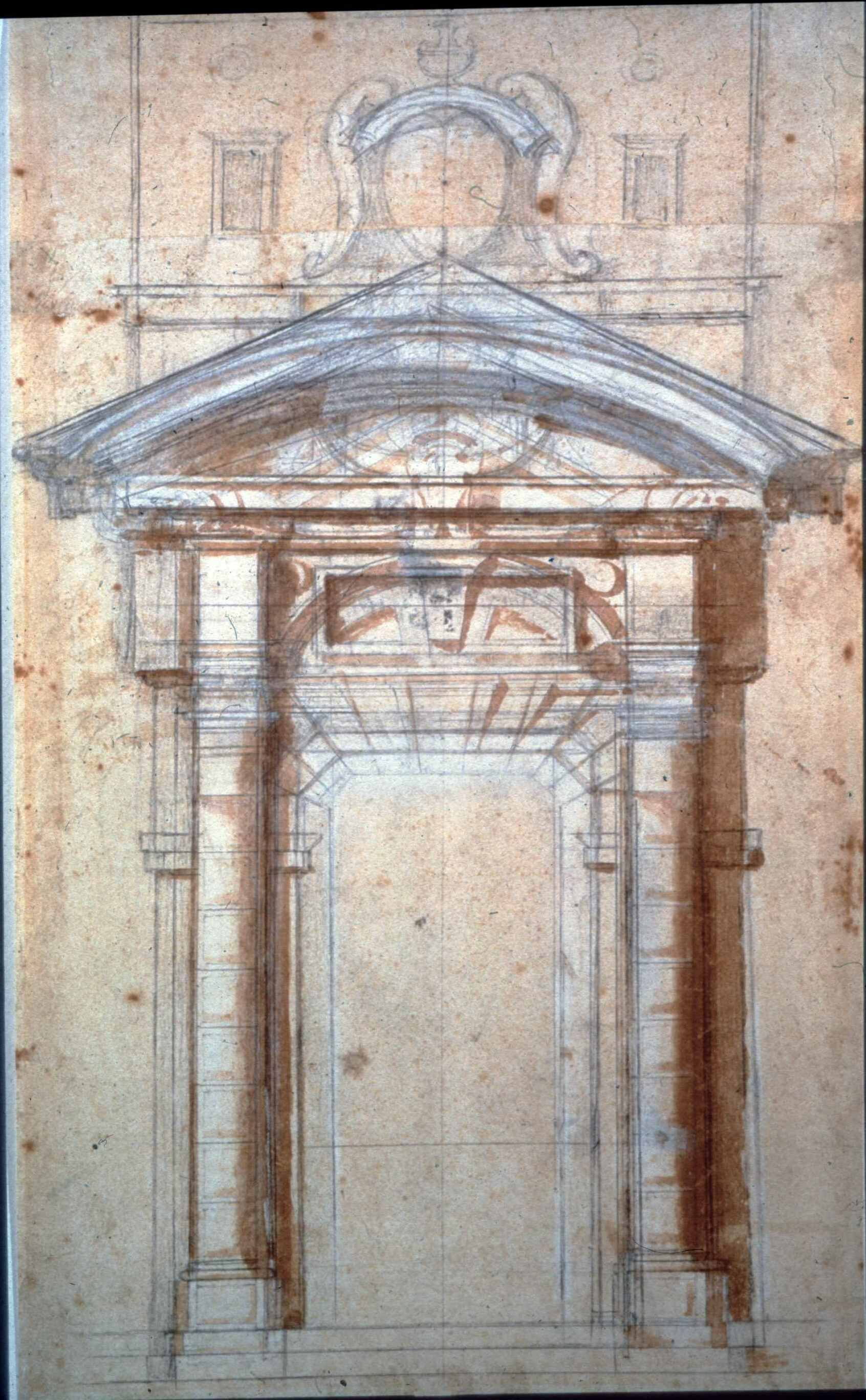
Ескіз до Порта Піа в Римі
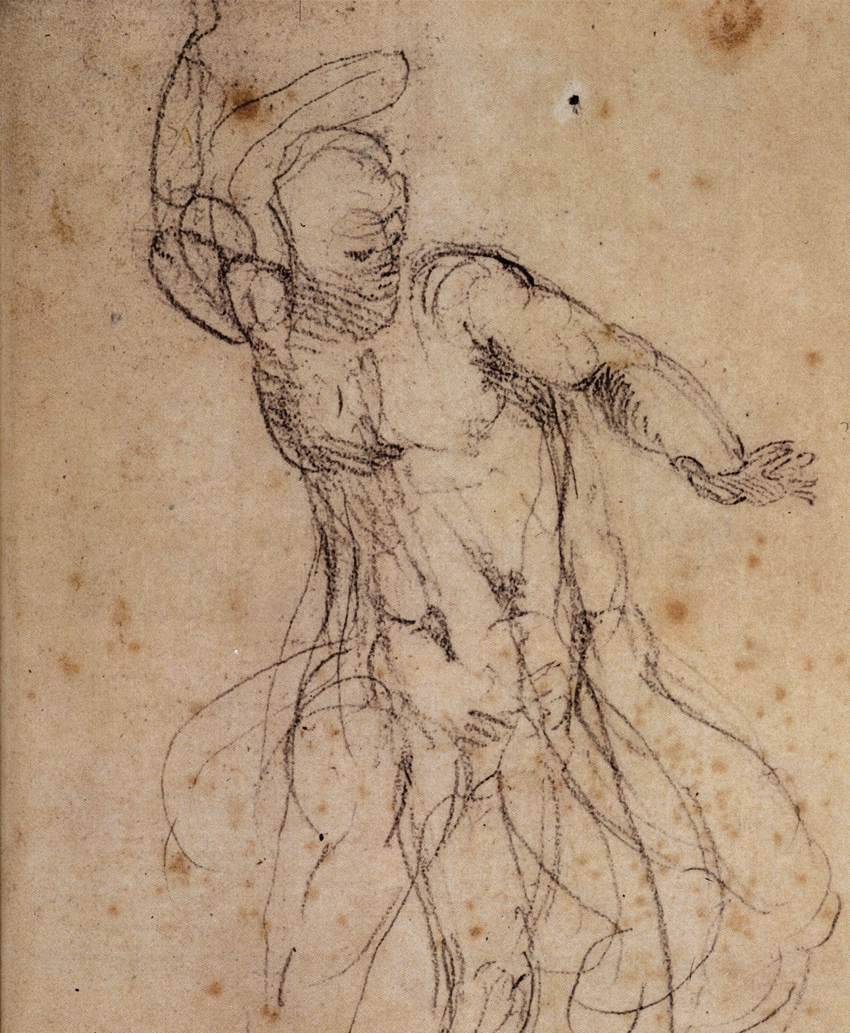
Начерк до композиції «Воскресіння Христа»
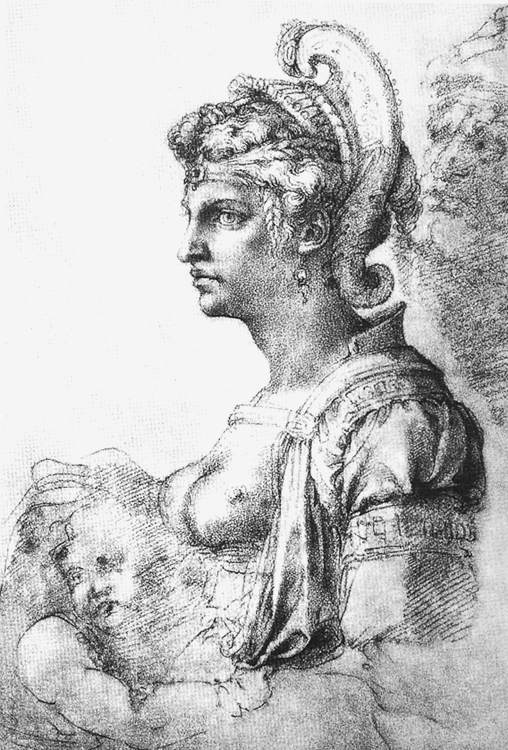
Алегорія, малюнок

## Архітектурні плани

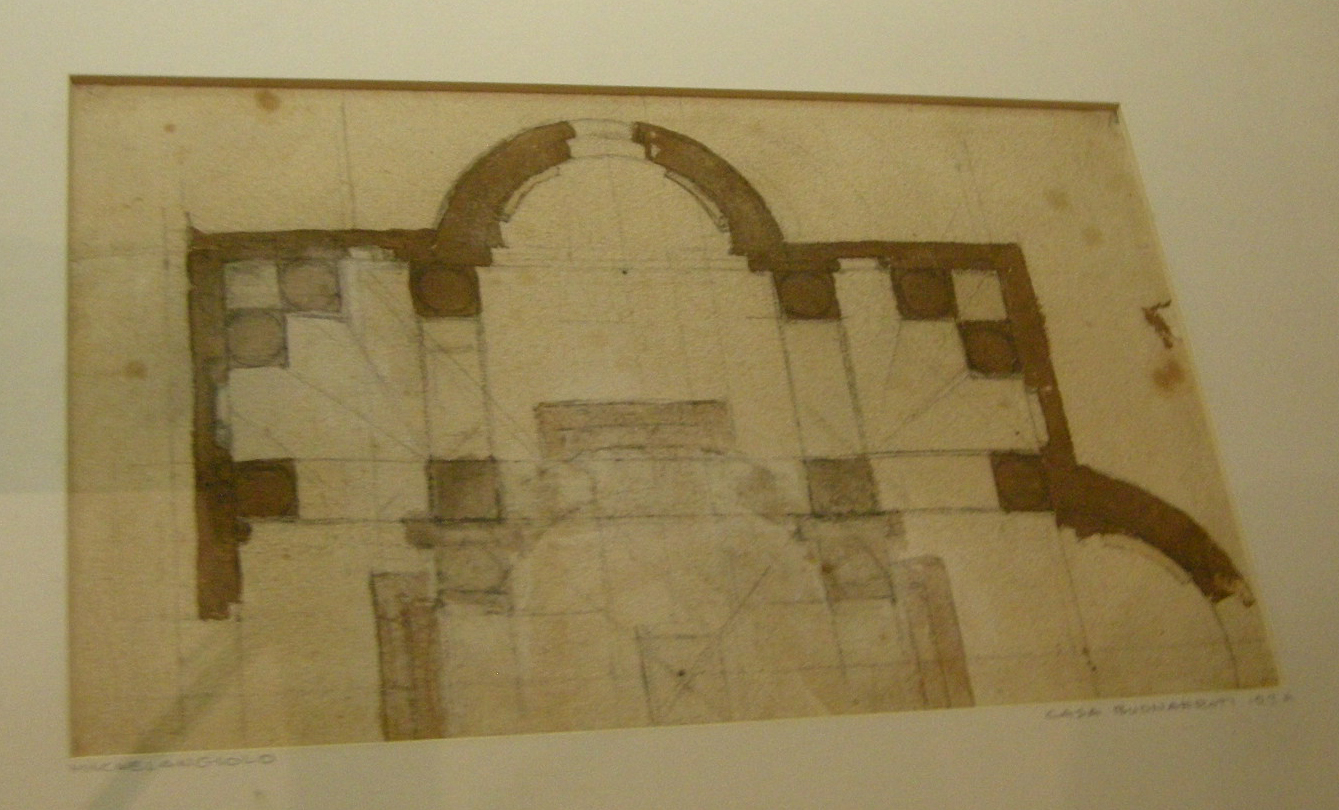
Проект для Сан Джованні у Флоренції
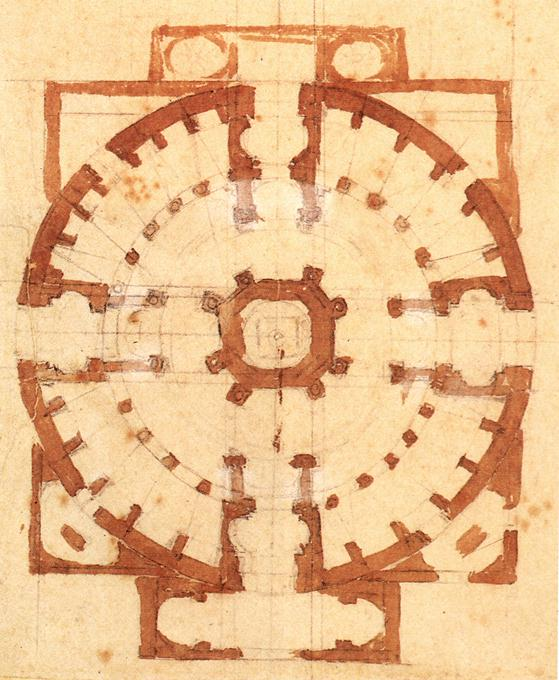
План центричної споруди
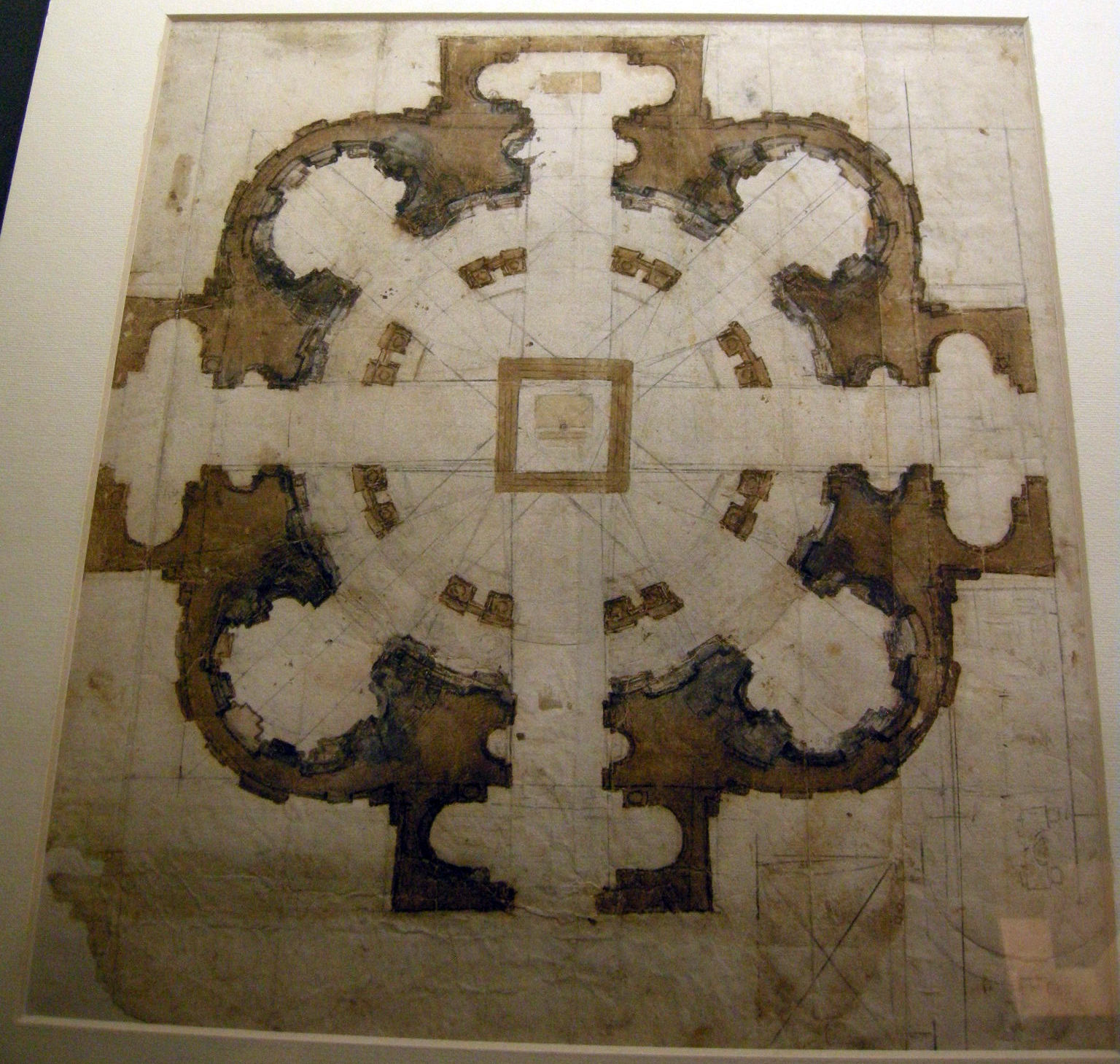
План церкви Сан Джованні у Флоренції
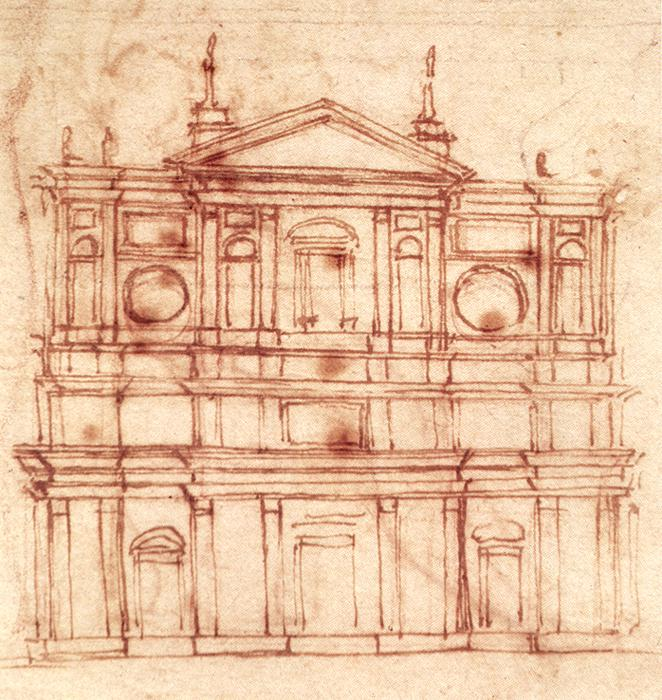
Начерк фасаду для церкви Сан Лоренцо у Флоренції